# Ústava Meidži

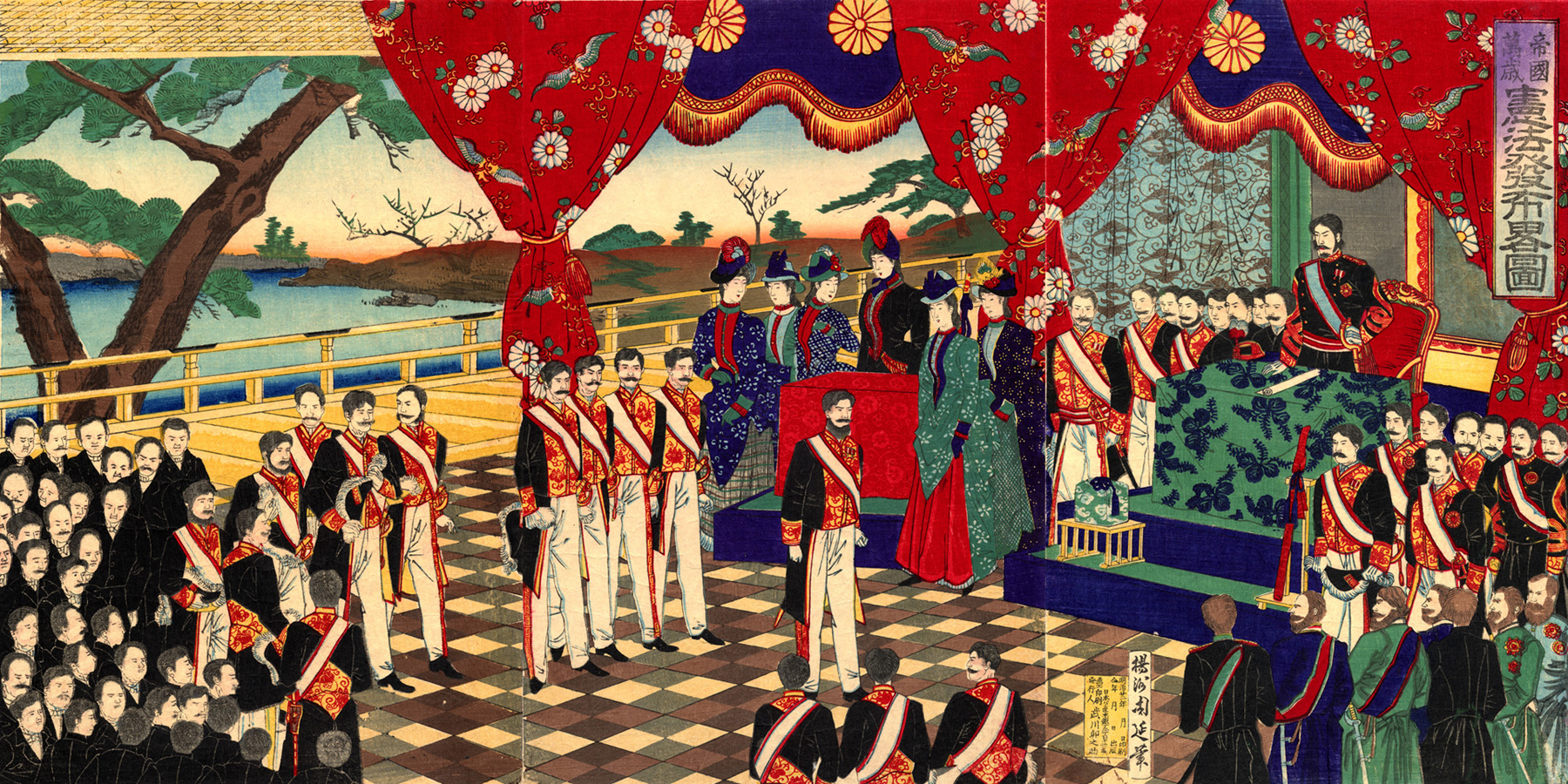
Vyhlášení ústavy Meidži od Čikanobua Tojohary

Ústava Japonského císařství  (Kjúdžitai: 大日本帝國憲法; Šindžitai: 大日本帝国憲法, Dai-Nippon Teikoku Kenpó), známá neformálně jako Ústava Meidži (japonsky 明治憲法, Meidži Kenpó), byla ústavou Japonského císařství, kterou císař Meidži vyhlásil 11. února 1889 a která platila od 29. listopadu 1890 do 2. května 1947. Tato nová japonská ústava navazovala na vyhlášení reforem Meidži v roce 1868 a představovala formu smíšené konstituční a absolutní monarchie založené společně na bismarckovské ústavě Německého císařství a britském modelu monarchie. Japonský císař byl teoreticky nejvyšším představitelem státu a vláda, jejíhož předsedu volila tajná císařská rada, byla jeho výkonným orgánem. V praxi byl císař sice hlavou státu, ale skutečnou hlavou vlády byl její předseda. Podle ústavy nemuseli být premiér a jeho kabinet nutně vybíráni ze zvolených poslanců.
V době spojenecké okupace Japonska nahradila 3. listopadu 1946 Ústavu Meidži takzvaná Poválečná ústava, která vešla v platnost 3. května 1947. Aby byla zachována právní kontinuita, byla Poválečná ústava přijata jako dodatek k Ústavě Meidži.

## Nástin

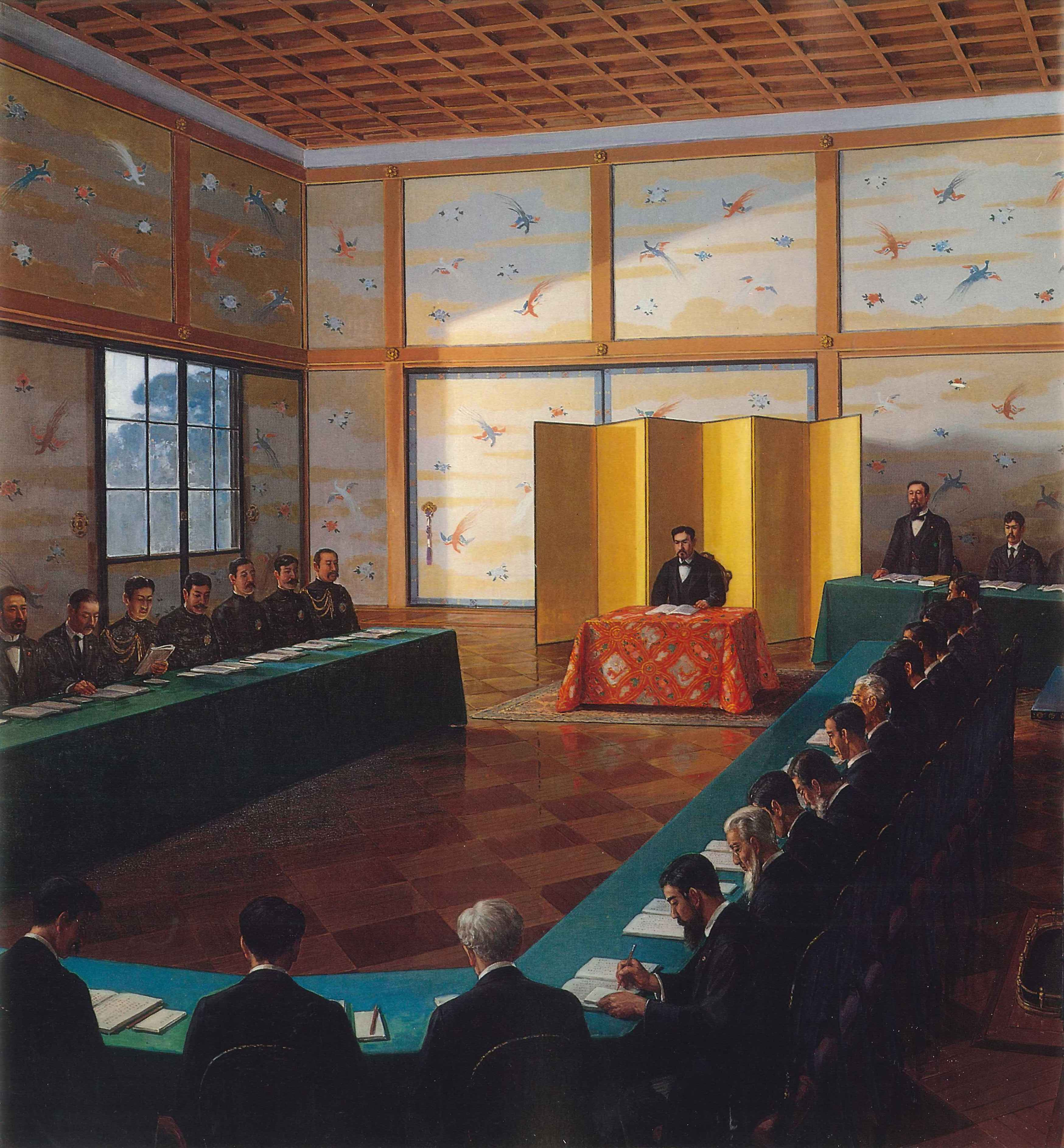
Obraz Konference o návrhu ústavy od Jošianagiho Gosedy ukazuje ministerského předsedu Hirobumiho Itóa, jak v červnu 1888 vysvětluje návrh ústavy císaři a tajné radě. (Pamětní galerie Meidži, Tokio)

Reformy Meidži z roku 1868 zajistily Japonsku konstituční monarchii založenou na prusko-německém modelu, v němž byl japonský císař aktivním vládcem se značnou politickou mocí v oblasti zahraniční politiky a diplomacie, kterou sdílel s voleným parlamentem. Parlament se věnoval zejména záležitostem domácí politiky.
Po reformách Meidži, jež po víc než tisíci letech opět navrátily císaři přímou politickou moc, prošlo Japonsko obdobím pronikavých politických a společenských změn a přizpůsobování se západnímu životnímu stylu, jejichž cílem bylo pozvednout Japonsko na úroveň národů západního světa. Bezprostředním důsledkem ústavy bylo ustanovení první parlamentní vlády v Asii.
Ústava Meidži určila jasné hranice pro pravomoci císaře a výkonné moci. Ustanovila rovněž nezávislost soudní moci a soudnictví.  Byla povolena občanská práva a svobody, nicméně podléhaly zákonným omezením. Rovněž svoboda projevu, svoboda sdružování a svoboda náboženského vyznání byly zákonně omezeny. Vyhodnocování toho, zda lze Ústavu Meidži použít k ospravedlnění autoritářské nebo liberálně-demokratické vlády, bylo ponecháno na vedení vlády a politických stran. Právě zápas mezi těmito směry ovládl japonskou císařskou vládu. Volební právo bylo omezené, do parlamentu mohla hlasovat pouze 1,1 % obyvatelstva.  Všeobecné volební právo pro muže bylo zákonem zavedeno teprve v roce 1925, kdy byl přijat Zákon o všeobecných volbách, který přiznal každému muži staršímu 25 let právo volit.
Ústava Meidži posloužila coby model pro Etiopskou ústavu z roku 1931. Japonsko bylo totiž vzdělanými Etiopany považováno za vzor – zemi, která úspěšně zavedla západní vzdělanost a techniku do systému nezápadní kultury. Proto byli pokrokoví etiopští intelektuálové kolem politika a amharského šlechtice Tekle Hawariata Tekle Mariyama nazýváni „japanizátory“.
Po kapitulaci Japonska dne 2. září 1945 zbavili Spojenci Japonské císařství svrchovanosti a pozastavili platnost Ústavy Meidži. Během okupace Japonska nahradil Ústavu Meidži nový dokument, takzvaná Poválečná ústava. Tento dokument nahradil císařskou vládu formou liberální demokracie západního stylu. Aby byla zachována právní kontinuita, musela být Poválečná ústava přijata jako ústavní dodatek podle článku 73 Ústavy Meidži. Po získání potřebné dvoutřetinové většiny v obou komorách parlamentu obdržel tento dodatek 3. listopadu 1946 císařský souhlas, načež 3. května 1947 vstoupil v platnost.

## Historie

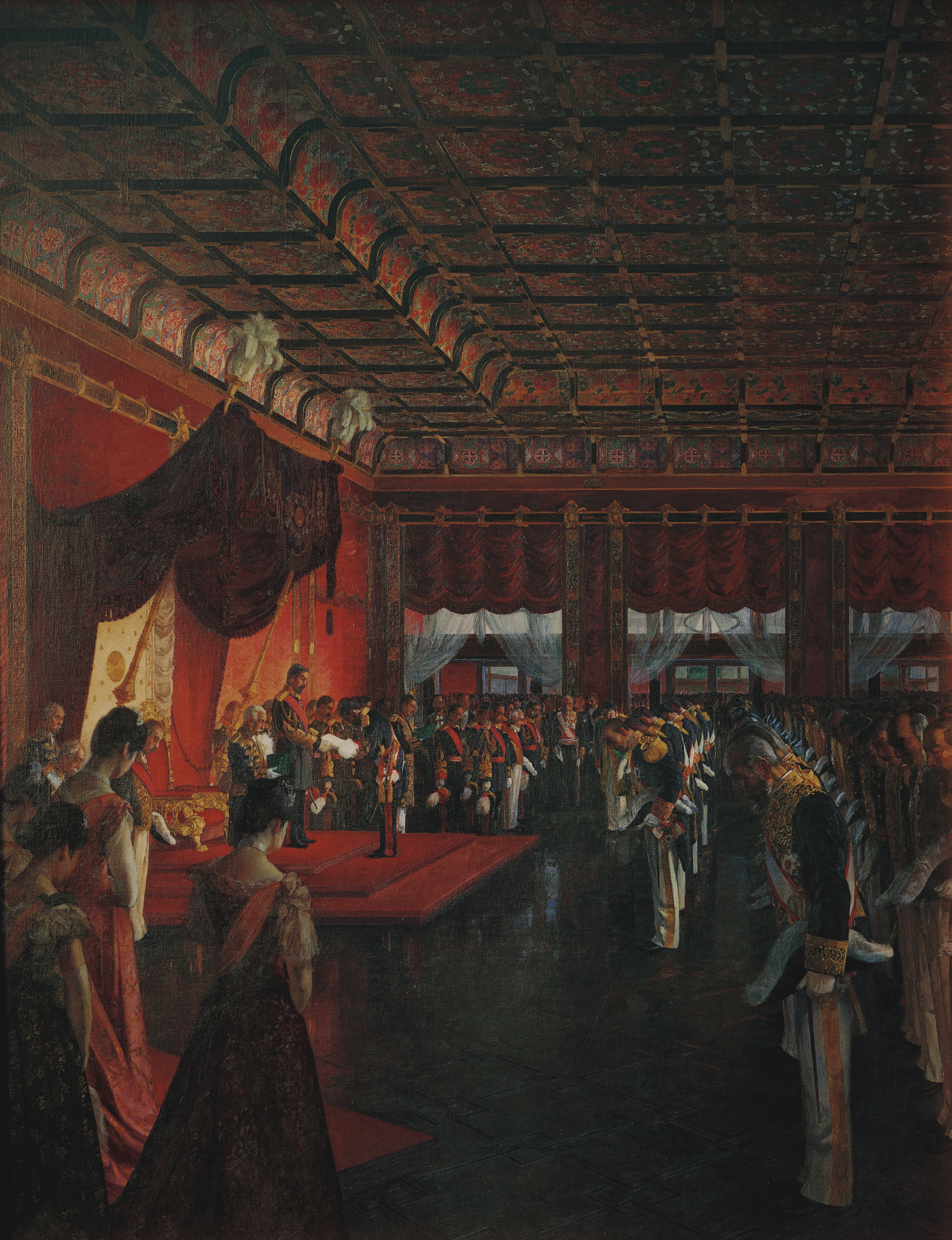
Obraz Slavnost vyhlášení ústavy od Eisakua Wady zobrazuje císaře při předávání ústavy ministerskému předsedovi Kijotakovi Kurodovi během slavnostního aktu v císařském paláci dne 11. února 1889. (Pamětní galerie Meidži, Tokio)

### Pozadí
Před přijetím Ústavy Meidži nemělo Japonsko prakticky žádnou psanou ústavu. Ústava a právní systém známý jako ricurjó přijaté v 6. století (v pozdním období Asuka a raném období Nara) byly inspirovány Čínou a její vládou založenou na propracované a teoreticky rozumové meritokratické byrokracii, která sloužila pod nejvyšší autoritou císaře. Stejně tomu bylo i v Japonsku. Teoreticky poslední zákoník ricurjó, Zákoník Jóró, uzákoněný v roce 752, byl v době nástupu Reforem Meidži ještě stále v platnosti. 
V praxi se však systém vlády ricurjó stal do značné míry prázdnou formalitou již v polovině období Heian v 10. a 11. století. Tento vývoj byl završen založením šógunátu Kamakura v roce 1185. Vysoké posty v systému ricurjó zůstaly zachovány jako sinekury a císař byl zbaven moci a odsunut do pozadí jako symbolická postava, která sice „panovala, ale nevládla“ (na základě teorie, že živý bůh by se neměl poskvrňovat záležitostmi pozemské vlády).
Přísaha v pěti článcích byla vyhlášena 6. dubna 1868 v Kjótském císařském paláci. Nastínila základní politiku vlády a požadovala ustanovení poradních sborů. Nestanovila však žádné podrobnosti. Představa psané ústavy byla předmětem vášnivých debat uvnitř i mimo vládu již od samého počátku panování císaře Meidžiho. Konzervativní oligarchie té doby pohlížela na vše, co připomínalo demokracii či republikanismus, se značným podezřením a znepokojením a dávala přednost pozvolnému přibližování, zatímco Hnutí za svobodu a občanská práva požadovalo okamžité ustanovení voleného národního shromáždění a vyhlášení ústavy.

### Příprava
Ministr vnitra Hirobumi Itó byl 21. října 1881 jmenován předsedou vládního úřadu pro výzkum různých forem ústavní vlády a následujícího roku vedl zahraniční misi, jejímž úkolem bylo na místě studovat různé vládní systémy. Ústava Spojených států amerických byla zamítnuta jako příliš liberální, francouzský a španělský model pak byly odmítnuty, jelikož jevily sklony k despotismu. Jako nejzajímavější se pro japonskou konstituční studijní misi ukázaly německý říšský sněm a právní struktury Německého císařství, zejména Pruska. Na komisi měl svůj vliv i britský Westminsterský systém, přestože ho Japonci považovali za těžkopádný a poskytující příliš mnoho pravomocí Parlamentu.
Ministr Itó rovněž odmítl některé myšlenky jako nevhodné pro Japonsko, protože vycházely z křesťanství a evropské ústavní praxe. Přidal proto odkazy na japonský pojem kokutai neboli národní identitu, podstatu a charakter jako ospravedlnění císařovy autority skrze jeho božský původ a nepřerušenou linii císařů a jedinečný vztah mezi poddanými a panovníkem. 
Roku 1885 nahradila Velkou státní radu, Daidžó-kan, vláda, jíž předsedal právě Hirobumi Itó. Funkce kancléře, ministra pravice a ministra levice, které existovaly již od 7. století, byly zrušeny. Místo nich byla v roce 1888 ustavena tajná císařská rada, jejímž úkolem bylo zhodnotit chystanou ústavu a radit císaři Meidžimu. 
Návrhovou komisi tvořili vikomt Kowaši Inoue, hrabě, Kentaró Kaneko, hrabě Mijodži Itó a Tomomi Iwakura spolu s řadou zahraničních poradců. Jednalo se zejména o německé právní vědce Rudolfa von Gneista a Lorenze von Steina. Ústřední otázkou byla rovnováha mezi svrchovanou mocí svěřenou osobě císaře a voleným zastupitelským zákonodárným sborem s pravomocemi, jež by omezovaly či nějak krátily panovníkovu moc. Po řadě rozličných návrhů, které komise vypracovala v letech 1886–1888 tajně, bez jakékoli veřejné debaty, byla v dubnu 1888 císaři Meidžimu předložena ke schválení konečná verze ústavy.

### Vyhlášení
Císař Meidži vyhlásil novou ústavu 11. února 1889 v Den vzniku Japonska, tedy v den, kdy v roce  660 př. n. l. legendární první císař Džimmu údajně nastoupil na japonský trůn. Ústava však vstoupila v platnost až 29. listopadu následujícího roku. První zasedání Japonského parlamentu coby nového shromáždění zastupitelů se konalo v den, kdy vstoupila v platnost Ústava Meidži. Jeho organizační struktura vykazovala jak pruské, tak britské vlivy. Je to zejména patrné na začlenění Sněmovny reprezentantů jako dolní komory (jež v současné době existuje podle článku 42 poválečné ústavy založené na bikameralismu, tedy dvoukomorovosti) a Sněmovny radních jako horní komory (což připomíná pruský Herrenhaus a britskou Sněmovnu lordů. Rovněž Sněmovna radních dnes existuje podle článku 42 poválečné ústavy). Pruské a britské vlivy připomínala rovněž císařova trůnní řeč, kterou pronesl v den zahájení činnosti parlamentu (dnes v souladu s Článkem 7 poválečné ústavy). Druhá hlava Ústavy Meidži, v níž se podrobně popisovala práva občanů, se podobala obdobným článkům tehdejších evropských a severoamerických ústav. 